# Leonard Mann (acteur)
Pour les articles homonymes, voir Leonard Mann, Mann et Manzella.
Leonard Mann, né Leonardo Manzella le 1er mars 1947 à Albion dans l'État de New York aux États-Unis, est un acteur américain d'origine italienne.

## Biographie
Découvert par le producteur Manolo Bolognini, il obtient le premier rôle du western-spaghetti Le Dernier des salauds (Il pistolero dell'Ave Maria) de Ferdinando Baldi en 1969. Il continue dans ce genre avec Ciak Mull (Ciakmull - L'uomo della vendetta) d'Enzo Barboni en 1970 puis La vengeance est un plat qui se mange froid (La vendetta è un piatto che si serve freddo) de Pasquale Squitieri en 1971. Après des rôles secondaires, il prend part aux côtés d'Erika Blanc, Arnoldo Foà, Rosalba Neri, Claudia Gravy et Pupo De Luca (it) à la comédie érotique Décaméron aphrodisiaque (Primo tango a Roma... storia d'amore e d'alchimia) de Lorenzo Gicca Palli en 1973. En 1974, il donne la réplique à Lisa Gastoni dans le drame Amore amaro de Florestano Vancini, récit d'un amour impossible entre une veuve trentenaire et un jeune homme dans l'Italie des années 1930, puis, pour conquérir Zeudi Araya, est opposé à Enrico Maria Salerno dans le drame érotique Le Corps (Il corpo) de Luigi Scattini.
En 1975, il incarne un jeune mafieux qui, pour avoir oser aimer la jeune Karin Schubert, s'attire les foudres du parrain incarné par Guido Celano dans le drame policier Le Châtiment (Lo sgarbo) de Marino Girolami. Il passe la même année de l'autre côté de la loi en incarnant le commissaire Murri dans le néo-polar Tireur d'élite (La Polizia interviene: ordine di uccidere) de Giuseppe Rosati. L'année suivante, il joue avec Rena Niehaus, Gigi Ballista et Umberto Raho dans la comédie Un amore targato Forlì de Riccardo Sesani.
En 1977, il obtient un nouveau rôle de commissaire confronté aux méfaits d'Henry Silva dans le néo-polar Assaut sur la ville (Napoli spara!) de Mario Caiano, avant d'être un jeune docteur dont tombe amoureuse Laura Antonelli en l'absence de son mari Marcello Mastroianni dans le drame La Maîtresse légitime (Mogliamante) de Marco Vicario et de devoir prouver son innocence dans une affaire de meurtres dans le giallo Passi di morte perduti nel buio de Maurizio Pradeaux. Il retrouve Caiano et un personnage de commissaire dans le néo-polar Antigang (La malavita attacca... la polizia risponde!) avant de s'associer l'année suivante à Gloria Guida pour toucher un important héritage dans le giallo Le Crime du siècle  (Indagine su un delitto perfetto) d'Aaron Leviathan. En 1979, il participe au space-opéra L'Humanoïde (L'umanoide) d'Aldo Lado.
En 1980, il obtient deux rôles dans des téléfilms américains et joue alors à la fois dans des productions américaines et italiennes. Il incarne notamment un lieutenant de police dans le film d'horreur Les Yeux de la terreur (Night School) de Ken Hughes en 1981, donne la réplique à Harvey Keitel, John Lydon et Nicole Garcia dans le thriller À couteau tiré (Copkiller) de Roberto Faenza en 1983, joue le rôle d'un journaliste hanté par ses recherches sur un tueur en série dans le giallo Il mostro di Firenze de Cesare Ferrario (it) ou vit une relation ambiguë et destructrice avec Valentine Demy dans le drame L'ultima emozione (it) de Riccardo Sesani en 1989, pour l'un de ses derniers rôles.
Il quitte l'univers du septième art en 1989 et devient travailleur social et psycho-thérapeute en Californie, où il œuvre notamment dans des programmes de réinsertion de détenus, utilisant son expérience pour écrire, au début des années 2010, Cages, une pièce de théâtre.

## Filmographie

### Au cinéma

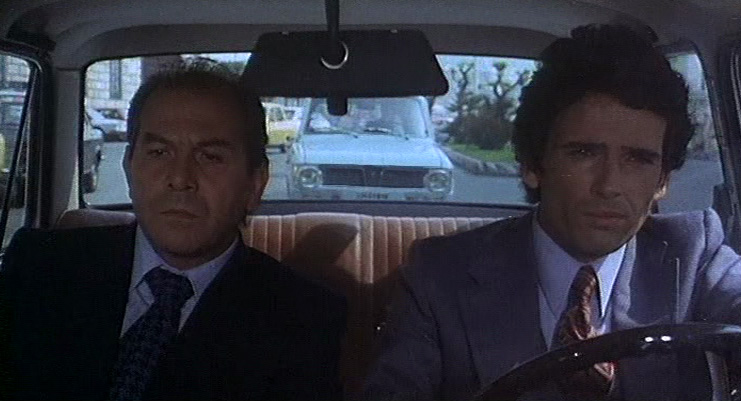
Avec Enrico Maria Salerno (à gauche) dans le néo-polar Tireur d'élite (La Polizia interviene: ordine di uccidere) de Giuseppe Rosati en 1975.

- 1969 : Giovinezza, giovinezza de Franco Rossi
- 1969 : Le Dernier des salauds (Il pistolero dell'Ave Maria) de Ferdinando Baldi
- 1970 : Ciak Mull (Ciakmull - L'uomo della vendetta) d'Enzo Barboni
- 1971 : El Cristo del océano  de Tito Fernández
- 1971 : La vengeance est un plat qui se mange froid (La vendetta è un piatto che si serve freddo) de Pasquale Squitieri
- 1971 : Romance (Incontro) de Piero Schivazappa
- 1972 : The Marshal of Windy Hollow (en) de Jerry Whittington
- 1973 : Décaméron aphrodisiaque (it) (Primo tango a Roma... storia d'amore e d'alchimia) de Lorenzo Gicca Palli
- 1974 : Amore amaro de Florestano Vancini
- 1974 : Le Corps (Il corpo) de Luigi Scattini
- 1974 : Macrò, regia di Stelvio Massi (1974)
- 1975 : Le Châtiment (Lo sgarbo) de Marino Girolami
- 1975 : Tireur d'élite (La Polizia interviene: ordine di uccidere) de Giuseppe Rosati
- 1976 : Un amore targato Forlì (it) de Riccardo Sesani
- 1976 : Hanno ucciso un altro bandito (it) de Guglielmo Garroni (de)
- 1977 : Assaut sur la ville (Napoli spara!) de Mario Caiano
- 1977 : La Maîtresse légitime (Mogliamante) de Marco Vicario
- 1977 : Passi di morte perduti nel buio de Maurizio Pradeaux
- 1977 : Antigang (La malavita attacca... la polizia risponde!) de Mario Caiano
- 1978 : Le Crime du siècle  (Indagine su un delitto perfetto) d'Aaron Leviathan
- 1979 : L'Humanoïde (L'umanoide) d'Aldo Lado
- 1981 : Les Yeux de la terreur (Night School) de Ken Hughes
- 1983 : À couteau tiré (Copkiller) de Roberto Faenza
- 1984 : Faut pas en faire un drame (Unfaithfully Yours) d'Howard Zieff
- 1985 : Amazonia : La Jungle blanche (Inferno in diretta) de Ruggero Deodato
- 1986 : Il mostro di Firenze de Cesare Ferrario (it)
- 1987 : Flowers in the Attic de Jeffrey Bloom (en)
- 1989 : L'ultima emozione (it) de Riccardo Sesani
- 1989 : Douce nuit, sanglante nuit : coma dépassé (Silent Night, Deadly Night 3: Better Watch Out!) de Monte Hellman

### À la télévision

#### Séries télévisées
- 1978 : I vecchi e i giovani de Marco Leto
- 1979 : Drôles de dames (Charlie's Angels), saison quatre, épisode Le Prince de ces dames (The Prince and the Angel)

#### Téléfilms
- 1980 : Swan Song de Jerry London
- 1980 : A Time for Miracles de Michael O'Herlihy
- 1983 : Rita Hayworth: The Love Goddess de James Goldstone
- 1986 : Domani de Marcello Fondato

## Sources
- (en) Roberto Curti, Italian Crime Filmography, 1968-1980, Jefferson, McFarland, 2013, 330 p. (ISBN 978-0-7864-6976-5, lire en ligne), p. 140.
- (it) Enrico Lancia et Roberto Poppi, Dizionario del cinema italiano : Gli artisti. Gli attori dal 1930 ai giorni nostri. M : Z., Volume 3, Rome, Gremese, 2003, 296 p. (ISBN 978-88-8440-269-1), p. 19.
- (en) Thomas Weisser, Spaghetti Westerns--the Good, the Bad and the Violent : A Comprehensive, Illustrated Filmography of 558 Eurowesterns and Their Personnel, 1961-1977, Jefferson, McFarland, 2005, 498 p. (ISBN 978-0-7864-2442-9, lire en ligne)